# Intermédio Inicial (Peru)
Segundo a periodização de John Rowe, o Intermédio Inicial (ou Período Intermediário Inicial)  é uma etapa do período das Altas Culturas que se inicia com  a decadência da Cultura Chavín (fim do Horizonte Inicial) até à ascensão da Cultura de Huari (início do Horizonte Médio).

## Denominações
Também é conhecido como:
- Período Intermediário Inicial
- Desenvolvimentos Regionais
- Primeiro Intermediário
- Estágio de Alta Cultura II-B (2)
- Florescimento Regional

## Cronologia
| Autor             | Denominación                 | Cronología      |
| ----------------- | ---------------------------- | --------------- |
| Edward P. Lanning | Intermédio Inicial           | 100 a. C. - 600 |
| Rowe-Menzel       | Intermédio Inicial           | 200 a. C. - 500 |
| Luis G. Lumbreras | Culturas Regionais           | 100 a. C. - 900 |
| Rogger Ravines    | Intermédio Inicial           | 100 a. C. - 700 |
| Danielle Lavalle  | Culturas Regionais Clássicas | 100 a. C. - 800 |

## Características principais
- Crescimento populacional
- Organização da hierárquica social.
- Melhoria das atividades agrícolas.
- Melhoria da arte
- Surgimento de estados militares-teocráticos.
- Desenvolvimento de astronomia
- Regionalização

## Cultura ou povo principal
| Cultura | Centro principal | Localização                    | Cronología   | Descubridor (es) | Observações                               |
| ------- | ---------------- | ------------------------------ | ------------ | ---------------- | ----------------------------------------- |
| Moche   | Moche            | Costa norte dos Andes centrais | 100 -700 d.C | Max Uhle         | Desenvolvimento da escultura em cerâmica. |

## Outras culturas ou povos
| Cultura ou povo        | Centro principal        | Localização                                          | Cronología                                                                        | Descubridor (es)                                   | Observações |
| ---------------------- | ----------------------- | ---------------------------------------------------- | --------------------------------------------------------------------------------- | -------------------------------------------------- | --- |
| Pukará                 | Pucara, Região de Puno. | região Peruana do lago Titicaca                      | 200 a.C. – 600                                                                    | Alfred Kidder II em 1939                           | Desenvolvimento têxtil, uso de tumbas e cerimonias funerárias, sucessor da Cultura Paracas (700 a.C - 500 d.C) e antecessor da Cultura Nazca. |
| Vicús                  | Monte Vicús             | Costa norte dos Andes centrais.                      | 500 a.C. - 500 d.C                                                                | Ramiro Matos Mendieta                              | Desenvolvimento da metalurgia, militarismo. |
| Nazca                  | Cahuachi                | Costa centro-sur de los Andes centrales.             | 400 a.C. - 400 d.C                                                                | Max Uhle                                           | Desenvolvimento da cerâmica pictórica, prática da medicina. Canais de irrigação. |
| Tiahuanaco II, III, IV | Tiahuanaco              | Altiplano dos Andes centrales, Meseta de Collao.     | 45 d.C - 700 d.C (os períodos 2,3 e 4 foram contemporâneos ao Intermédio Inicial) | Alcide D'Orbigny, Ephraim Squier y Charles Weiner. | Desenvolvimento da arquitetura ceremonial (monólitos, obeliscos, piramides e templos semi-subterrâneos) e urbana. Agricultura (Waru-Warus) e Chulpas (lagunas artificiais e subterrâneas).                                                                   |
| Huarpa                 | Ñahuimpuquio            | Centro dos Andes Centrais.                           | 200 a.C. - 500 d.C                                                                | Luis Lumbreras                                     | Definida a partir de sua cerâmica decorada com tinta preta sobre uma superfície branca |
| Recuay                 | Copa                    | Callejón de Huaylas, Andes centrais.                 | 200 d.C - 600 d.C                                                                 | Julio C. Tello                                     | Caracterizada por sua cerâmica e pela litoescultura,. |
| Cajamarca I e II       | Tantarica               | Serra norte dos Andes centrais.                      | 100 a.C. - 500 d.C (períodos I e II contemporâneos ao intermédio inicial).        | Rafael Larco Hoyle                                 | Destacou pelos seus têxteis, pela sua metalurgia e pela sua cerâmica; esta última é muito original e sofisticada. A cerâmica típica é formada por vasos trípodes.                                                                                            |
| Lima                   | Maranga                 | Costa Central do Peru, no atual departamento de Lima | 100 – 700                                                                         | Max Uhle                                           | Iconografia simples: a maioria dos projetos baseados na imagem de duas cobras com cabeças triangulares cujos corpos formam um ziguezague, uso de taipa,e pequenos paralelepípedos de adobe, estes dispostos nas paredes na forma de livros em uma prateleira |